# 하당초등학교
하당초등학교는 대한민국 충청북도 음성군에 있는 공립 초등학교이다.

## 학교 연혁
- 1939년 4월 30일: 원남공립심상소학교 부설 하당간이학교 설립
- 1943년 4월 24일: 하당공립국민학교 개교

## 참고 자료
- 하당초등학교 - 한국교육학술정보원 학교알리미